# 托普鲁克乡 (英吉沙县)
托普鲁克乡，是中华人民共和国新疆维吾尔自治区喀什地区英吉沙县下辖的一个乡镇级行政单位。

## 行政区划
托普鲁克乡下辖以下地区：
克什拉克村、托普鲁克村、克力坪村、乌堂村、克力皮群村和加依村。